# メンズ温泉
『メンズ温泉』（メンズおんせん）は、2015年(平成27年)7月10日から9月25日までBSジャパンにて放送されていた、紀行・温泉番組。
オーディションで選ばれた5人の男子が日本全国の温泉地を訪れる、異色のバラエティ番組。全12回。

## 内容
仕事や家事、育児などに追われている「すべての頑張る女性たちを癒す」というのがこの番組のコンセプトである。撮影機材にこだわり、温泉地の魅力は勿論のこと、様々なタイプのメンズ5名の魅力をハイスピード撮影等で余すところなく伝えていく。
初回と第2回目ではその厳選なるオーディションの様子が放送された。審査員は、湯山玲子(審査委員長)をはじめとした、女性誌編集者など各メディアを代表する女性たち。俳優、芸人、格闘家から一般人まで100名近くの応募者の中から書類審査を通過した35名を都内銭湯に集め、レギュラーメンバー5名を選ぶ。
審査の基準は下記の3点。
1. すべてを知りたいと思わせるオトコ
2. 妄想の世界に誘ってくれるオトコ
3. いつも機嫌がいいオトコ

## 出演
- 倉貫匡弘 (クラさん) … 俳優・32歳
- 武尊 (タケル) … K-1ファイター・24歳
- 田中康寛 (ヤス) … 俳優・28歳
- 加藤貴宏 (タカ) … 俳優・27歳
- 大森翔太 (モリショー) … 作家志望のフリーター・22歳

## 放送リスト
| 回     | 放送日        | 温泉地   | 入浴施設           | 出演メンズ                           | 他                  |
| ------ | ------------- | -------- | ------------------ | ------------------------------------ | ------------------- |
| 第1回  | 2015年7月10日 | 品川     | 中延温泉 松の湯    | オーディション参加者35人             | 第1次オーディション |
| 第2回  | 2015年7月17日 | 練馬     | 天然温泉 久松湯    | オーディション参加者15人             | 最終オーディション  |
| 第3回  | 2015年7月24日 | 熱海     | ATAMI せかいえ     | クラ、ヤス、タカ、タケル、モリショー | はじめての旅        |
| 第4回  | 2015年7月31日 | 伊東温泉 | 青山やまと         | クラ、ヤス、タカ                     |                     |
| 第5回  | 2015年8月7日  | 那須     | 翠薫郷             | ヤス、タケル、モリショー             |                     |
| 第6回  | 2015年8月14日 | 石和     | 富士野屋夕亭       | クラ、タカ、モリショー               |                     |
| 第7回  | 2015年8月21日 | 伊香保   | 千明仁泉亭         | タカ、タケル、モリショー             |                     |
| 第8回  | 2015年8月28日 | 奥多摩   | 水香園             | ヤス、タカ、モリショー               |                     |
| 第9回  | 2015年9月4日  | 伊豆北川 | 黒根岩風呂         | クラ、ヤス、タカ                     |                     |
| 第10回 | 2015年9月11日 | 伊豆長岡 | すみよし館         | クラ、ヤス、モリショー               |                     |
| 第11回 | 2015年9月18日 | 養老渓谷 | 渓流の宿 福水      | クラ、タカ、タケル                   |                     |
| 第12回 | 2015年9月25日 | 熱海     | ファーム高輪倶楽部 | クラ、ヤス、タカ、タケル、モリショー | 最終回              |

## 関連商品
- DVD『メンズ温泉 完全版』
  - Vol.1 （#01 - 04 収録）2015年11月18日 発売
  - Vol.2 （#05 - 08 収録）2015年12月16日 発売
  - Vol.3 （#09 - 12 収録）2016年2月3日 発売
- 写真集『メンズ温泉』（A4判／80頁／ぴあ株式会社出版）2015年11月18日 発売

## スタッフ
- ナレーション：小島秀公
- 撮影：岩川浩也、塩田哲也
- 音声：野澤勝一、河合正樹
- 照明：長晃由
- 撮影助手：飯田祐一郎
- 技術プロデューサー：外山竜太
- 撮影協力：中延温泉松の湯
- ビジュアルデザイン：井上勝哲 (Flamingo Studio)
- EED：石川浩通 (オムニバスジャパン)
- MA：長谷雄智宏
- 音響効果：長澤佑樹
- AD：中村侑太郎
- AP：及川哲郎
- 審査協力：VOGUE JAPAN、女子SPA!、SOLO、週刊TVガイド、デジタルTVガイド、JUNON、ウートピ、週刊ザテレビジョン、おとなのデジタルTVナビ、ゆうゆう
- テーマ曲：「Armstrong」Suchmos
- 編成：栁川美波 (BSジャパン)
- 番宣：渡邊聖子 (BSジャパン)、宮崎直子 (テレビ東京)
- HP：勝又勇輔 (テレビ東京コミュニケーションズ)
- コンテンツビジネス：BSジャパン (岩花太郎、國安百合)
- ブレーン・審査委員長：湯山玲子
- 構成:長沼けい子
- 演出：松井悟、ペヤンヌマキ
- プロデューサー：五箇公貴 (テレビ東京)、田川友紀 (テレコムスタッフ)
- 制作：テレビ東京、テレコムスタッフ
- 製作・著作：『メンズ温泉』観光協会